# Fentonina exacta
Fentonina exacta är en fjärilsart som beskrevs av Sergius G. Kiriakoff 1962. Fentonina exacta ingår i släktet Fentonina och familjen tandspinnare. Inga underarter finns listade i Catalogue of Life.